# Europamästerskapen i fälttävlan 1965
Europamästerskapen i fälttävlan 1965 arrangerades i Moskva, Sovjetunionen. Tävlingen var den 7:e upplagan av europamästerskapen i fälttävlan.

## Resultat
| Placering | Ryttare          | Häst    | Land |
| --------- | ---------------- | ------- | ---- |
| 1         | Marian Babirecki | Volt    | POL  |
| 2         | Dew Baklyschkin  | Rulon   | URS  |
| 3         | Horst Karsten    | Condora | FRG  |

| Placering | Land           |
| --------- | -------------- |
| 1         | Sovjet         |
| 2         | Irland         |
| 3         | Storbritannien |